# Don Quixote (film fra 1903)
 For alternative betydninger, se Don Quixote (flertydig). (Se også artikler, som begynder med Don Quixote)
Don Quixote er en fransk stumfilm fra 1903 af Ferdinand Zecca og Lucien Nonguet.
Filmen er baseret på romanen Don Quijote